# Afspanning de Kroon

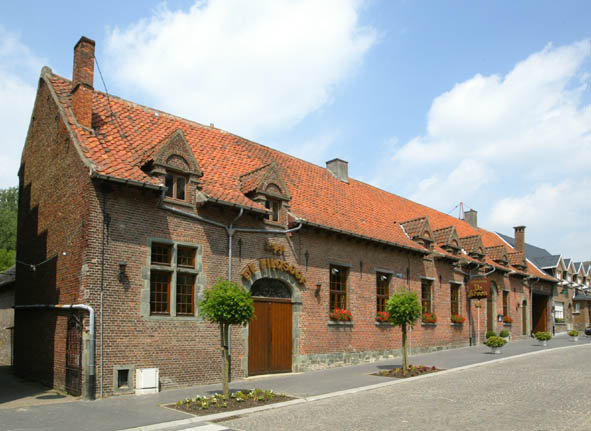
Afspanning de Kroon

Afspanning de Kroon is een voormalige uitspanning in de tot de Vlaams-Brabantse gemeente Roosdaal behorende plaats Onze-Lieve-Vrouw-Lombeek, gelegen aan de Koning Albertstraat 191A-D en 191F-K.
Het complex werd gebouwd in 1760 en werd onder meer in 1936 nog gewijzigd. Het huis bevat een zaal met een stucplafond in Lodewijk XV-stijl.
In 2009 werd het gebouw geklasseerd als bouwkundig erfgoed.